# 5182 Bray
5182 Bray è un asteroide della fascia principale. Scoperto nel 1989, presenta un'orbita caratterizzata da un semiasse maggiore pari a 2,5885821 UA e da un'eccentricità di 0,1574108, inclinata di 15,87328° rispetto all'eclittica.